# Limpiafondos

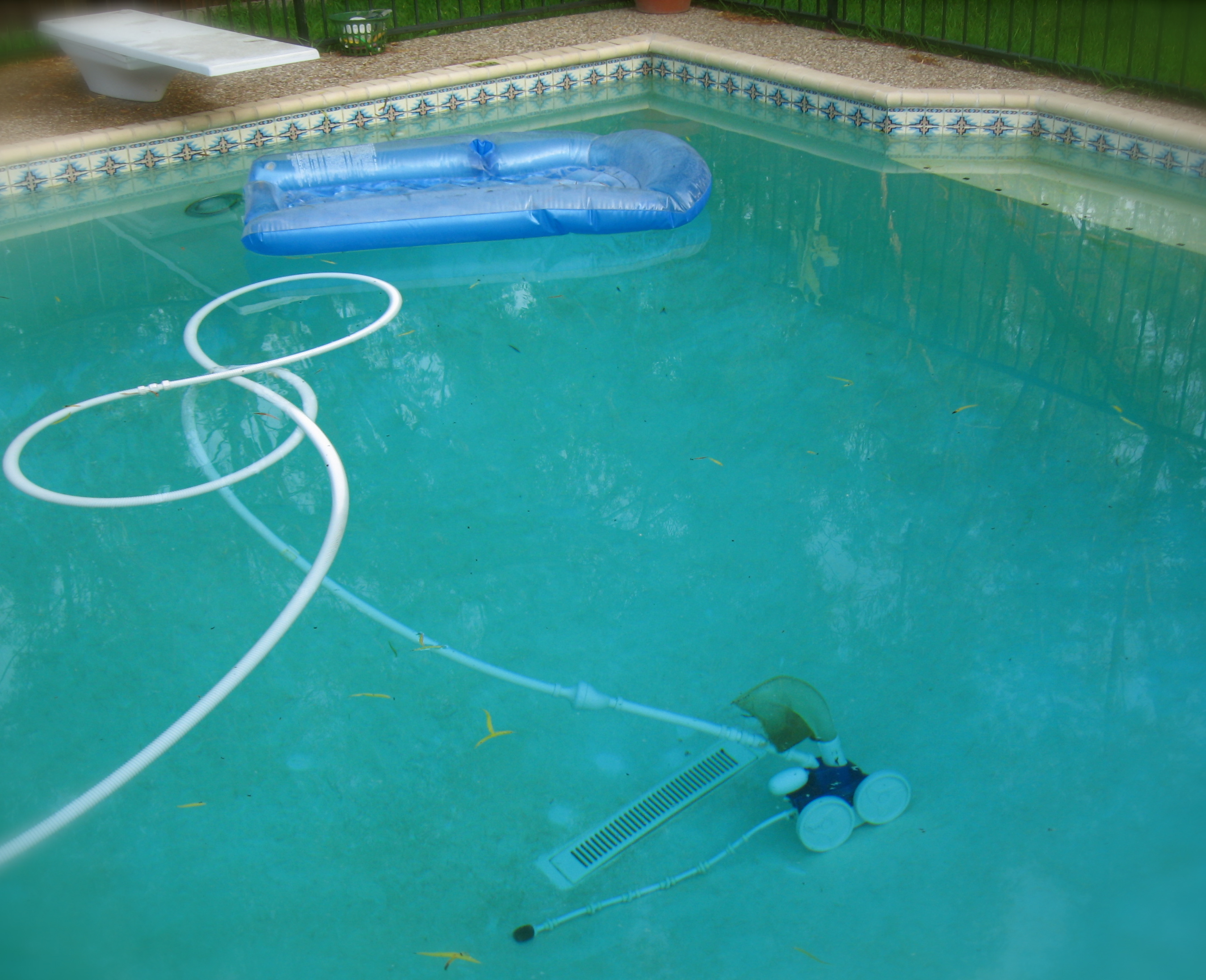
Limpiafondos automático actuado por presión externa operando en el fondo de una pileta de natación.

Un limpiafondos es un equipo para limpiar sedimentos y escombros del fondo de las piscinas. Pueden ser hidráulicos (aspiración o presión), o eléctricos.

## Descripción
El modelo más básico, normalmente designado como "manual",  se trata de una manguera que, conectada a una toma especial de aspiración (toma de limpiafondos) o bien a un skimmer, recoge la suciedad del fondo gracias a un cepillo o recogedor que se pasa manualmente, normalmente con una pértiga para dirigirlo. La fuerza de aspiración la da la bomba de la depuradora.
Existen tres tipos de limpiafondos, los hidráulicos, los robots eléctricos y los a presión.

### Modelo a succión
Este tipo de limpiador de piscinas bombea agua fuera de la piscina a través de su skimmer o desagües, la usa para la locomoción y la succión de escombros, luego la devuelve después de ser filtrada a través de las válvulas de retorno o salida de la piscina. Este es el tipo de limpiador menos costoso y más popular, y traza un recorrido aleatorio alrededor de la piscina. Este tipo de limpiador generalmente se conecta a través de una manguera de 3,5 cm de diámetro a una placa de vacío en el skimmer, o una extracción dedicada o línea de "aspiración" en el costado de la piscina. La acción de succión de la bomba de la piscina proporciona la fuerza necesaria para que la máquina recorra aleatoriamente el piso y las paredes de la piscina, extrayendo la suciedad y los escombros a su paso. El primer limpiafondos automático fue un limpiador de succión.
Los limpiadores de succión son los limpiadores de piscinas menos costosos y más utilizados. Funcionan únicamente con la bomba principal de la piscina y utilizan el sistema de filtrado de la piscina para eliminar la suciedad y los escombros del agua. Los limpiadores de succión son los más adecuados para piscinas con mosquitero o aquellas con escombros ligeros como arena. Grandes cantidades de desechos o desechos más grandes, como hojas y palos, pueden obstruir fácilmente la unidad o la canasta de la bomba. Estas máquinas disminuyen de manera efectiva la succión de la bomba principal; su uso aumentará los costos de electricidad y requerirá que la bomba principal y el sistema de filtro sean revisados con mayor frecuencia. 

### Modelos por presión de retorno
En este diseño, la entrada de agua a la piscina se presuriza aún más utilizando una bomba "booster" secundaria en la mayoría de los modelos. Este flujo de agua a alta presión se utiliza para la locomoción y la succión de escombros para aprovechar el efecto Venturi. El limpiador traza un curso aleatorio alrededor de la piscina. El uso de la bomba booster hace que este tipo de limpiadores sean los más costosos en términos de uso de electricidad.
La presión provoca turbulencias en el agua, distribuyendo algunos escombros en el piso y las paredes de la piscina, algunos de los cuales vuelven a flotar hacia la superficie de la piscina antes de ser succionados por el filtro principal a través de las entradas del skimmer. Una parte de la suciedad y los escombros queda atrapada en una bolsa de filtro adjunta. Los limpiadores de presión son más adecuados para manejar una gran cantidad de desechos. También son mejores para desechos grandes como hojas, bellotas y palos.
Tanto los limpiadores del lado de succión como los de presión dependen de la bomba principal de la piscina y del sistema de filtrado para eliminar los contaminantes del agua de la piscina, lo que resulta en la incapacidad de eliminar partículas más pequeñas que el tamaño de poro del elemento filtrante existente de la piscina. Dichos elementos pueden ser arena, tierra de diatomeas, zeolita u otros materiales naturales o sintéticos. Ese tamaño de partícula varía desde menos de 5 µm para filtros de diatomeas hasta 50+ µm para filtros de arena.
Los modelos hidráulicos de presión, con una eficacia y cobertura muy superior a todos los demás sistemas, consiguen coberturas totales de la piscina (excepto escalones).

### Robot eléctrico

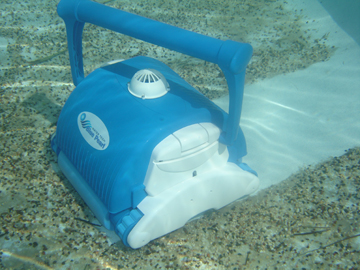
Limpiafondos robótico eléctrico.

Estos limpiadores son independientes del filtro principal de la piscina y del sistema de bombeo y funcionan con una fuente de electricidad separada, generalmente en forma de un transformador que se mantiene al menos a 3 m de la piscina. Tienen dos motores internos: uno para aspirar agua a través de una bolsa de filtro autónoma y expulsar el agua filtrada de regreso a la piscina, y otro que es un motor de accionamiento conectado a orugas de goma o sintéticas similares a un tractor y "cepillos" atados por bandas de caucho o plástico a un eje de metal. Los cepillos, que se asemejan a los rodillos para pintar, están ubicados en la parte delantera y trasera de la máquina y ayudan a eliminar las partículas contaminantes del piso y las paredes de la piscina (en algunos diseños se incluyen incluso los escalones de la piscina) según el tamaño y la configuración. También dirigen las partículas hacia la bolsa de filtro interna.
Un microchip interno controla el funcionamiento de los motores de accionamiento. La computadora hace que la máquina cambie de dirección cuando alcanza una pared o la superficie del agua después de escalar las paredes de la piscina.
Estas máquinas también pueden ser dirigidas por sensores ubicados en las barras de impacto que, al contacto con objetos como una pared, provocan un retroceso de dirección, con un pequeño desplazamiento que le permite mover el ancho de una máquina en cada cruce de la piscina. El temporizador de retardo es una característica importante para muchas piscinas, ya que muchas apagan varias bombas de circulación durante la noche para permitir que las partículas en suspensión se depositen en el fondo de la piscina; después de un par de horas, el limpiafondos comienza su ciclo de limpieza. Este ciclo de limpieza está configurado para completarse antes de que se vuelvan a encender las bombas. Aunque la función no es necesaria para una limpieza adecuada de la piscina, ahorra energía y mejora la eficiencia de limpieza.
Para moverse hacia adelante y hacia atrás y navegar por paredes y escalones, los limpiadores robóticos eléctricos se basan en tres principios naturales: tracción y movimiento causados por el motor de accionamiento y las orugas, la flotabilidad creada por las grandes áreas dentro de la máquina que se llenan de aire y la fuerza resultante de la alta presión del agua que sale de la parte superior de la máquina y la empuja contra el piso y las paredes. Algunas máquinas robóticas eléctricas usan cepillos hechos de alcohol polivinílico (PVA), que tiene una calidad adhesiva que permite que la unidad se adhiera a las paredes, escalones y pisos. Es resistente a la suciedad y al aceite, lo que mejora su vida útil frente al caucho u otros materiales sintéticos.
La combinación de estos tres principios naturales y un interruptor de mercurio interno que le dice al microchip que la unidad ha pasado de una posición horizontal a una vertical le permite cambiar la dirección de ascender a descender la pared a intervalos preprogramados basados en la altura promedio de las paredes de piscina. Algunas máquinas tienen temporizadores retrasados que hacen que el robot permanezca en la línea de flotación, donde se acumula más suciedad, para fregar momentáneamente.
Los principales beneficios de estas máquinas son la eficiencia en el tiempo, la energía y la capacidad de limpieza y los requisitos y costos de bajo mantenimiento. La principal desventaja es el costo de compra. El sistema de navegación inteligente del producto permite cubrir toda el área con facilidad.

### Las marcas más conocidas en limpiafondos
Lo único que te falta por saber son las marcas más conocidas y las más buscadas del mercado en cuanto a limpiafondos se trata. Debes primero saber qué limpiafondos comprar ya que dependiendo de para qué tipo de piscina lo necesitas una u otras marcas podrán ofrecerte la mejor solución. Entre las marcas más conocidas de limpiafondos están AstralPool, Zodiac, Hayward o Dolphin.